# Ruhr (rijeka)
Ruhr je rijeka u zapadnoj Njemačkoj (Sjeverna Rajna-Vestfalija), desni pritok Rajne.

## Povijest
Ruhr je bio glavno njemačko industrijsko područje od početka do sredine 20. stoljeća u kojem se nalazila većina pogona za proizvodnju željeza i čelika, tvornica i ugljenokopa. Francuska okupacija Ruhra od 1923. do 1924., zbog nemogućnosti Weimarske republike da nastavi plaćati odštetu iz Prvog svjetskog rata, izazvala je pasivni otpor, zbog čega je proizvodnja u tvornicama stala, što je za posljedicu imalo pogoršanje njemačke krize hiperinflacije.
Tijekom Drugog svjetskog rata dvije brane na Ruhru, brana Möhne i brana Sorpe bile su ciljevi operacije Chastise, u kojoj su razvijene posebne "odskočne bombe" za uništenje brana, u nadi da će ozbiljno oštetiti na tamošnju njemačku industriju.

## Tok rijeke
Izvor Ruhra nalazi se u blizini grada Winterberg u planinskoj regiji Sauerland, na nadmorskoj visini od približno 670 metara. Ulijeva se u donju Rajnu na samo 17 metara nadmorske visine na području općine Duisburg. Ukupna mu je duljina 219 km, a prosječni protok 79 m3/s u Mülheimu na samom ušću. Takav je protok, primjerice, usporediv s rijekom Ems u sjevernoj Njemačkoj ili rijekom Temzom u Ujedinjenom Kraljevstvu.
Rijeka Ruhr protječe najprije kroz gradove Meschede, Arnsberg, Wickede, Fröndenberg, Holzwickede, Iserlohn i Schwerte. Svojim tokom zatim omeđuje južnu granicu Ruhrskog područja, protječući kroz Hagen, Dortmund, Herdecke, Wetter, Witten, Bochum, Hattingen, Essen, Mülheim i Duisburg.

### Pritoci
Glavni pritoci Ruhra su (od izvora do ušća):
Lijevi pritoci: Berkelbach, Voßmecke, Neger, Elpe, Valme, Nierbach, Henne, Kelbke, Wenne, Mühlenbach, Röhr, Bachumer Bach, Haßbach, Scheebach, Wimberbach, Hönne, Abbabach, Baarbach, Elsebach, Wannebach (Ergste), Lenne, Volme, Sprockhöveler Bach, Deilbach, Oefter Bach, Rinderbach
Desni pritoci: Hillebach, Gierskoppbach, Gebke (Meschede), Kleine Gebke, Gebke (Wennemen), Wanne, Möhne, Wannebach (Westhofen), Borbach, Wannenbach, Hörsterholzer Bach, Knöselsbach, Rumbach

### Jezera
Na rijeci postoji pet ruhrskih vodenih rezervoara, koji se između ostalog koriste za sportske aktivnosti na vodi i razonodu.
- Hengsteysee između Dortmunda i Hagena, površina: 1,36 km² visina nasipa 4,5 m.
- Harkortsee između Herdeckea i Wettera; površina: 1,37 km², visina nasipa 7,8 m.
- Kemnader See između Wittena i Bochuma; površina: 1,25 km², visina nasipa 2 m.
- Baldeneysee u Essen-Werdenu; površina: 2,64 km², visina nasipa 8,5 m.
- Kettwigersee u Essen-Kettwig; površina: 0,55 km², visina nasipa 6m.